# عامل متخصص بالقص وعديد الأدينيلات
العامل المتخصص بالقص وعديد الأدينيلات (بالإنجليزية: Cleavage and polyadenylation specificity factor)‏ (CPSF) هو عامل نسخ وظيفته قص المنطقة المؤشِّرة 3' من الرنا الرسول حديث التخليق (الرنا الأولي) أثناء عملية نسخ الجين، وهو البروتين الأول الذي يرتبط بالمنطقة المؤشِّرة بالقرب من موقع قص الرنا قبل الرسول، والذي سيضاف إليه ذيل عديد الأدينين بواسطة ناقلة أدينيليل عديد النوكليوتيد. للمنطقة المؤشِّرة الواقعة عكس الاتجاه تسلسلُ نوكليوتيداتٍ معياري AAUAAA محفوظ بشدة عبر مختلف أنواع الرنا قبل الرسول الكثيرة. توجد منطقة تأشير ثانية مع التيار وتقع في جزء الرنا قبل الرسول الذي يُقص قبل إضافة عديد الأدينيلات، وتتكون من منطقة غنية بـGU مطلوبةٌ لتتم معالجة الرنا قبل الرسول بشكل فعال.

## البنية
CPSF هو مركب بروتيني يتكون من أربع بروتينات: CPSF3 وCPSF2 وCPSF4 وCPSF1
CPSF3 هو هيدرولاز يعتمد على الزنك ويقوم بقص الرنا الرسول الأولي مع التيار عند تسلسل إشارة التذييل بعديد الأدينين AAUAAA.
CPSF1 هو الوحدة الفرعية الأكبر من المركب CPSF وترتبط بشكل مباشر مع إشارة التذييل بعديد الأدينيلات AAUAAA.
يوظِّف CPSF بروتينات أخرى في المنطقة 3'، وتشمل البروتينات المعروفة التي تنسق وظيفتها معه: عامل إثارة القص (CstF) وعاملا قص آلية وظيفتهما غير واضحة جيدا. ارتباط إنزيم ناقلة أدينيليل عديد النوكليوتيد المسؤول عن تخليق ذيل عديد الأدينين هو شرط مسبق ضروري للقص ومنه ضمان أن القص وإضافة الذيل عمليتان متتاليتن مقترنتان بإحكام لا تتم إحداهما من دون الأخرى.

## الجينات
- CPSF1، CPSF2، CPSF3، CPSF4، CPSF6.